# ヒトツボクロ属
ヒトツボクロ属（ヒトツボクロぞく、学名：Tipularia、和名漢字表記：一黒子属）は、ラン科に属する属。

## 特徴
地生の多年草。地下にある球茎は連珠状に連なり、やや長い葉柄のある葉を1個つける。茎は1本で直立し、総状花序に小型の花がまばらにつく。苞はごく小さい。3萼片と側花弁は同形で幅が狭く、離生して開出する。唇弁は萼片と同長で浅く3裂し、中裂片はとくに隆起せず、長楕円形でその先端は全縁または凹頭となり、側裂片は比べて小型となる。ふつう細長い距があり、下垂する。果実は紡錘形の蒴果となり、下垂する。

## 分布
ブータン、中国大陸、台湾、インド北東部、ミャンマー、ネパール、朝鮮半島、日本と、離れて北アメリカに分布し、7種知られる。

## 種
本稿では、YList では、ヒトツボクロモドキをヒトツボクロの変種として扱っているが、同種を本属の独立した種としているThe Plant List の例によるものとする。

### 日本に分布する種
- ヒトツボクロ Tipularia japonica Matsum.[4] - 茎の高さは20-30cm。花は淡黄緑色で紫褐色を帯びる。距の長さは約5mmになる。本州、四国、九州、朝鮮半島南部に分布し、明るい林床に生育する[2][5]。
- ヒトツボクロモドキ Tipularia harae (Maek.) S.C.Chen[6] - ヒトツボクロに似るが、距がなく、唇弁が他の花被片と同じ形。九州の長崎県と佐賀県の県境の山に特産し、木陰に生育する[2][5][7]。

### その他の種
学名および主な分布地
- Tipularia cunninghamii (King[10] & Prain) S.C.Chen, S.W.Gale & P.J.Cribb - インド（ウッタラーカンド州、シッキム州）、台湾
- Tipularia discolor (Pursh) Nutt. - 北アメリカ
- Tipularia josephi Rchb.f. ex Lindl. - ネパールからチベット南東部
- タイワンヒトツボクロ[11] Tipularia odorata Fukuy. - 台湾
- Tipularia szechuanica Schltr. - 中国大陸

## ギャラリー
- ヒトツボクロ
- Tipularia discolor